# Pepe Díaz Sánchez
José Díaz Sánchez, más conocido como Pepe Díaz (Almodóvar del Río, provincia de Córdoba, 20 de abril de 1980), es un futbolista español. Su último club ha sido el Lucena CF al que llegó en el mercado de  verano de la temporada 2013-14.

## Trayectoria
Se formó en la cantera del Córdoba CF, tras un peregrinar por multitud de equipos de la segunda división B de España y tras dejar la disciplina blanquiverde al término de la campaña 1998/99, que se saldó con el ascenso a Segunda División A.
En 2008 el Córdoba anunció el fichaje del delantero Pepe Díaz, que se convierte en la primera incorporación del  equipo blanquiverde para la próxima temporada. José Díaz Sánchez natural de la localidad cordobesa de Almodóvar  del Río, jugó la pasada campaña en el Ecija Balompié, equipo de la  Segunda División B, donde se convirtió en el máximo goleador del  equipo al anotar 15 goles durante la temporada regular.
Durante la temporada 2009/2010 marcó 17 goles, siendo el máximo goleador del equipo, algo que no sucedía desde la época de Manolín Cuesta, y tercer máximo goleador de Segunda División. 
En la temporada 2011/2012 consigue con el Córdoba CF jugar el "Playoff" de ascenso a la máxima categoría del fútbol español, quedando en sexta posición de la Liga Adelante con 71 puntos, a pesar de que Pepe no entró completamente en el once titular de Paco Jémez durante gran parte de la temporada, consiguió anotar 7 goles en la liga regular y Copa del Rey
En el mercado de invierno de 2013 llega al Real Oviedo. En su última temporada, el futbolista disputaría en la primera vuelta 8 partidos con el Córdoba (1 como titular) en Segunda División A y 1 en Copa del Rey, mientras que en la segunda vuelta jugó 14 partidos con el Real Oviedo (10 como titular) en la Segunda División B. El 18 de julio de 2013 el club azul rescinde el contrato a pesar de tener firmado hasta junio del 2014 y en agosto firma por el Lucena CF. Actualmente se encuentra sin equipo.

## Clubes
| Club           | Temporada | Categoría | Partidos | Goles |
| -------------- | --------- | --------- | -------- | ----- |
| CD Pozoblanco  | 1998/1999 | Tercera   |          |       |
| Novelda CF     | 1999/2001 | Tercera   | 48       | 14    |
| Córdoba CF B   | 2001/2002 | Tercera   |          |       |
| Cartagonova    | 2002/2003 | Segunda B | 19       | 7     |
| Écija Balompié | 2003/2004 | Segunda B | 26       | 6     |
| CD Guadalajara | 2004/2005 | Segunda B | 17       | 4     |
| CD Baza        | 2005/2006 | Segunda B | 39       | 14    |
| Écija Balompié | 2006/2008 | Segunda B | 78       | 32    |
| Córdoba CF     | 2008/2009 | Segunda   |          |       |
| Córdoba CF     | 2009/2012 | Segunda   | 147      | 38    |
| Real Oviedo    | 2012/2013 | Segunda B | 14       | 1     |
| Lucena CF      | 2013/2014 | Segunda B | 37       | 9     |